# Ejpovice-alagút
Az Ejpovicei-alagút (csehül: Ejpovický tunel) egy kétcsöves vasúti alagút a Cseh Köztársaságban, a Prága–Plzeň-vasútvonalon. Ejpovicében található, ezért viseli a nevét. A 2018-as üzembe helyezése óta az ország leghosszabb vasúti alagútja. 2018 óta a Plzeň és Rokycany városok közötti utazást 20 percről 11 percre rövidíti le. Az alagutat 200 km/h sebességre tervezték, de a maximális sebesség jelenleg 160 km/h-ra van korlátozva. Az alagút az ország leghosszabb alagútja marad, amíg a Csehország és Németország között tervezett Érchegységi-bázisalagút meg nem haladja azt.
A két cső építésénél a Herrenknecht gyártó cég alagútfúró gépét használták, amellyel hetente akár 182 métert is fúrtak. Az építkezésbe 260 millió eurónak megfelelő összeget fektettek be.

## Baleset
2020. január 15-én este tűz ütött ki a Münchenből Prágába tartó Ex363 "Západní expres" gyorsvonat első két kocsijában, a vonat vészfékezés után az alagútban állt meg. Két utas könnyebben megsérült, a vonat személyzete el tudta oltani a tüzet. A Správa železnic állami vasúti infrastruktúra-felügyelet szerint még tisztázásra vár, hogy a vonat miért állt meg az alagútban a vészfékezés ellenére. 38 utast és a vonat személyzetét a második alagútcsövön keresztül helyezték biztonságba. Az anyagi kár 12 000 euró volt.